# Beniardà
Beniardà (spanisch Beniardá) ist eine Gemeinde (municipio) im Südosten von Spanien in der Provinz Alicante in der Valencianischen Gemeinschaft. 2024 hatte die Gemeinde 235 Einwohner.

## Geografie
Beniardà liegt etwa 43 Kilometer nordöstlich von Alicante nahe der Mittelmeerküste in einer Höhe von ca. 465 m. Ein Teil des Stausee Embalse de Guadalest liegt im Gemeindegebiet.

## Demografie
| 1842 | 1900 | 1930 | 1950 | 1970 | 1981 | 1991 | 2001 | 2011 | 2021 |
| ---- | ---- | ---- | ---- | ---- | ---- | ---- | ---- | ---- | ---- |
| 1012 | 887  | 564  | 467  | 326  | 277  | 231  | 245  | 209  | 218  |

## Sehenswürdigkeiten
- Johannes-der-Täufer-Kirche